# Баскаков Валерій Георгійович
Валерій Георгійович Баскаков (рос. Валерий Георгиевич Баскаков; 12 серпня 1937 — 9 березня 2008) — радянський футболіст і футбольний суддя, згодом — інспектор на футбольних матчах. Суддя всесоюзної категорії (1977). П'ять разів входив до списку найкращих футбольних арбітрів СРСР (1978—1982). Батько російського футбольного арбітра Юрія Баскакова.
У 1976—1984 роках у ранзі головного арбітра провів 95 ігор (призначив 30 пенальті; показав 5 червоних карток) у вищій лізі Радянського Союзу.